# Tiro con l'arco ai XII Giochi paralimpici estivi
Il tiro con l'arco ai XII Giochi paralimpici estivi di Atene si è svolto dal 22 al 26 settembre 2004 all'Hellinikon Olympic Complex. Hanno gareggiato 31 nazioni, con 96 partecipanti, per un totale di 7 eventi.
Agli atleti è stata data una classificazione a seconda del tipo e la portata della loro disabilità. Il sistema di classificazione consente agli atleti di competere contro altri con un analogo livello di funzione.
Le classificazioni sono le seguenti:
- W1: arcieri tetraplegici, o disabilità analoga, in carrozzina
- W2: arcieri paraplegici, o disabilità analoga, in carrozzina
- In piedi: arcieri in piedi o tiratori da sedia

## Nazioni partecipanti
- Armenia (1)
- Australia (1)
- Bielorussia (1)
- Canada (1)
- Cina (2)
- Cipro (1)
- Corea del Sud (9)
- Finlandia (1)
- Francia (4)
- Germania (4)
- Giappone (7)
- Gran Bretagna (8)
- Grecia (2)
- Iran (3)
- Israele (1)
- Italia (7)
- Malaysia (2)
- Messico (1)
- Mongolia (1)
- Polonia (8)
- Rep. Ceca (4)
- Slovacchia (4)
- Spagna (3)
- Sri Lanka (1)
- Stati Uniti (5)
- Svezia (1)
- Svizzera (1)
- Taipei cinese (1)
- Thailandia (4)
- Ucraina (6)
- Venezuela (1)

## Medagliere
| Posizione | Paese         | Oro | Argento | Bronzo | Totale |
| --------- | ------------- | --- | ------- | ------ | ------ |
| 1         | Gran Bretagna | 2   | 0       | 0      | 2      |
| 2         | Corea del Sud | 1   | 1       | 3      | 5      |
| 3         | Italia        | 1   | 1       | 0      | 2      |
| 4         | Cina          | 1   | 0       | 0      | 1      |
| 4         | Germania      | 1   | 0       | 0      | 1      |
| 4         | Slovacchia    | 1   | 0       | 0      | 1      |
| 7         | Giappone      | 0   | 2       | 1      | 3      |
| 8         | Polonia       | 0   | 1       | 1      | 2      |
| 9         | Svezia        | 0   | 1       | 0      | 1      |
| 9         | Thailandia    | 0   | 1       | 0      | 1      |
| 11        | Stati Uniti   | 0   | 0       | 2      | 2      |
| Totale    | Totale        | 7   | 7       | 7      | 21     |

## Podi

### Gare maschili
| Evento               | Oro                                                    | Argento                                               | Bronzo                                         |
| Individuale in piedi | Imrich Lyocsa                                          | Tomasz Leżański                                       | Tae Sung An                                    |
| Individuale W1       | John Cavanagh                                          | Anders Groenberg                                      | Jeff Fabry                                     |
| Individuale W2       | Mario Oehme                                            | Young Joo Jung                                        | Lee Hong-gu                                    |
| A squadre            | Corea del Sud Young Joo Jung Hak Young Lee Lee Hong-gu | Giappone Koichi Minami Kimimasa Onodera Shinji Sakoda | Stati Uniti Aaron Cross Jeff Fabry Kevin Stone |

### Gare femminili
| Evento               | Oro                                                        | Argento                                           | Bronzo                                               |
| Individuale in piedi | Yanhong Wang                                               | Wasana Karpmaichan                                | Małgorzata Olejnik                                   |
| Individuale W1/W2    | Paola Fantato                                              | Naomi Isozaki                                     | Nako Hirasawa                                        |
| A squadre            | Gran Bretagna Anita Chapman Kathleen Smith Margaret Parker | Italia Paola Fantato Sandra Truccolo Anna Menconi | Corea del Sud Hee Sook Ko Lee Hwa-sook Kyung Hee Lee |